# سيسبان طويل الأوراق
سيسبان طويل الأوراق (الاسم العلمي:Sesbania longifolia) هي نوع نباتي يتبع جنس السيسبان من فصيلة البقولية.